# Dragtjärnen, Västerbotten
Dragtjärnen är en sjö i Umeå kommun i Västerbotten och ingår i Tavelåns huvudavrinningsområde. Sjön har en area på 0,108 kvadratkilometer och ligger 159 meter över havet.

## Delavrinningsområde
Dragtjärnen ingår i det delavrinningsområde (710770-170754) som SMHI kallar för Utloppet av Tavelsjön. Medelhöjden är 144 meter över havet och ytan är 37,14 kvadratkilometer. Räknas de 3 avrinningsområdena uppströms in blir den ackumulerade arean 62,67 kvadratkilometer. Tavelån som avvattnar avrinningsområdet har biflödesordning 2, vilket innebär att vattnet flödar genom totalt 2 vattendrag innan det når havet efter 41 kilometer. Avrinningsområdet består mestadels av skog (47 procent) och jordbruk (11 procent). Avrinningsområdet har 9,82 kvadratkilometer vattenytor vilket ger det en sjöprocent på 26,4 procent. Bebyggelsen i området täcker en yta av 0,5 kvadratkilometer eller 1 procent av avrinningsområdet.